# Blepharepium subcontractum
Blepharepium subcontractum är en tvåvingeart som först beskrevs av Walker 1856.  Blepharepium subcontractum ingår i släktet Blepharepium och familjen rovflugor. Inga underarter finns listade i Catalogue of Life.